# Liste der Kulturgüter in Minusio
Die Liste der Kulturgüter in Minusio enthält alle Objekte in der Gemeinde Minusio im Kanton Tessin, die gemäss der Haager Konvention zum Schutz von Kulturgut bei bewaffneten Konflikten, dem Bundesgesetz vom 20. Juni 2014 über den Schutz der Kulturgüter bei bewaffneten Konflikten sowie der Verordnung vom 29. Oktober 2014 über den Schutz der Kulturgüter bei bewaffneten Konflikten unter Schutz stehen.
Objekte der Kategorien A und B sind vollständig in der Liste enthalten, Objekte der Kategorie C fehlen zurzeit (Stand: 1. Januar 2023).

## Kulturgüter
| Foto |                                                                                                  | Objekt | Kat. | Typ | Standort                            | Beschreibung |
| ---- | ------------------------------------------------------------------------------------------------ | --- | ---- | --- | ----------------------------------- | ------------ |
| ja   | Datei hochladen · Wikidata zu Ca’ di Ferro e oratorio della Vergine dei Sette Dolori (Q29527429) | Ca’ di Ferro und Oratorium Vergine dei Sette Dolori / Ca’ di Ferro e Oratorio della Vergine dei Sette Dolori KGS-Nr.: 05609 | A    | G   | Via alla Riva 75 706930 / 114712    |              |
| BW   | Datei hochladen · Wikidata zu Ciossi, bronzezeitliche und römische Siedlung (Q117661935)         | Ciossi, bronzezeitliche und römische Siedlung / Ciossi, insediamento dell’età del bronzo e di epoca romana KGS-Nr.: 00673   | B    | F   | 705970 / 115040                     |              |
| ja   | Datei hochladen · Wikidata zu Kirche San Quirico mit Kirchturm (Q3668422)                        | Kirche San Quirico mit Glockenturm / Chiesa di San Quirico e campanile KGS-Nr.: 05610                                       | B    | G   | Via San Quirico 706368 / 114407     |              |
| ja   | Datei hochladen · Wikidata zu Sanctuarium Artis Elisarion (Q55503444)                            | Museum Elisarion / Museo Elisarion (collezione) KGS-Nr.: 08635                                                              | B    | S   | Via Rinaldo Simen 3 705944 / 114496 |              |